# Кубицки, Вернер
Вернер Кубицки (нем. Werner Kubitzki; 10 апреля 1915, Вильмерсдорф — 12 октября 1994, Цвайбрюккен, Рейнланд-Пфальц) — немецкий хоккеист на траве, нападающий. Серебряный призёр летних Олимпийских игр 1936 года.

## Биография
Вернер Кубицки родился 10 апреля 1915 года в немецком городе Вильмерсдорф (сейчас часть Берлина).
Играл в хоккей на траве за «Берлинер-92», позже за «Мёнхенгладбахер».
В 1936 году вошёл в состав сборной Германии по хоккею на траве на летних Олимпийских играх в Берлине и завоевал серебряную медаль. Играл на позиции нападающего, провёл 1 матч, мячей не забивал.
В 1935—1938 годах провёл за сборную Германии 7 матчей.
Умер 12 октября 1994 года в немецком городе Цвайбрюккен.